# Guillaume II. de Garlande
Guillaume II. de Garlande (deut: Wilhelm von Garlande; † 1120) war ein Seneschall von Frankreich im 12. Jahrhundert. Er war ein jüngerer Sohn des Guillaume I. de Garlande, seine Brüder waren Anseau und Étienne, die beide ebenfalls das Amt des Seneschalls bekleideten.
An der Seite von Anseau diente Guillaume als Ritter im Gefolge des Königs Ludwig VI. von Frankreich im Kampf gegen rebellierende Burgherren. Nachdem sein Bruder 1118 bei der Belagerung von Le Puiset getötet wurde betraute der König Guillaume mit dem Amt des Seneschalls. Am 20. August 1119 führte er an der Seite des Königs die französischen Ritter in die Schlacht von Brémule, in der sie allerdings eine Niederlage gegen den Normannen Heinrich I. Beauclerc hinnehmen mussten.
Seine Kinder waren:
- Guillaume III. de Garlande († um 1154)
- Manassès de Garlande († 1185), Bischof von Orléans
- Agnes de Garlande, 1. ⚭ mit Robert II. Mauvoisin, 2. ⚭ mit Dreux III. de Mello

## Weblink
- Seigneurs de Garlande bei fmg.ac (englisch)

| Vorgänger          | Amt                                 | Nachfolger          |
| ------------------ | ----------------------------------- | ------------------- |
| Anseau de Garlande | Seneschall von Frankreich 1118–1120 | Étienne de Garlande |

| Personendaten    | Personendaten             |
| ---------------- | ------------------------- |
| NAME             | Guillaume II. de Garlande |
| ALTERNATIVNAMEN  | Wilhelm von Garlande      |
| KURZBESCHREIBUNG | Seneschall von Frankreich |
| GEBURTSDATUM     | 11. Jahrhundert           |
| STERBEDATUM      | 1120                      |